# Торретта
Торретта (італ. Torretta) — муніципалітет в Італії, у регіоні Сицилія,  метрополійне місто Палермо.
Торретта розташована на відстані близько 430 км на південь від Рима, 12 км на захід від Палермо.
Населення — 4358 осіб (2014).
Щорічний фестиваль відбувається 18 червня. Покровитель — San Calogero.

## Демографія
Населення за роками:

Станом на 1 січня 2023 року в муніципалітеті офіційно проживало 49 іноземців з 17 країн, серед них 22 громадяни країн Євросоюзу.

## Сусідні муніципалітети
- Капачі
- Карині
- Ізола-делле-Фемміне
- Монреале
- Палермо